# 387
387 (CCCLXXXVII) je bilo navadno leto, ki se je po julijanskem koledarju začelo na petek.

## Dogodki
- Rimljani in Perzijci si razdelijo Armenijo.